# 7,5×55 мм Шмідт-Рубін
7,5×55 мм Шмідт-Рубін або GP 11 — гвинтівковий набій розроблений для швейцарської армії підполковником Едуардом Рубіним та Рудольфом Шмідтом. Боєприпас було створено для гвинтівки Шмідт-Рубін зразка 1889 р. Ця гвинтівка першою, яка використовувала 7,5 мм набій з мідною оболонкою, схожий на які використовують зараз. Революційність боєприпасу полягала також у тому, що у ті роки були популярні калібри від 10 до 14 мм.

## Зброя під набій
- MG 11 — станковий кулемет
- Schmidt-Rubin M1889 — болтова гвинтівка (гвинтівка з продольно-ковзким обертовим затвором)
- K31 — болтова гвинтівка
- SIG SG 510 — автоматична гвинтівка
- Lmg 25 — ручний кулемет
- MG 50 — єдиний кулемет
- MG 51 — єдиний кулемет
- SIG-Sauer SSG 2000 — снайперська гвинтівка

## Галерея

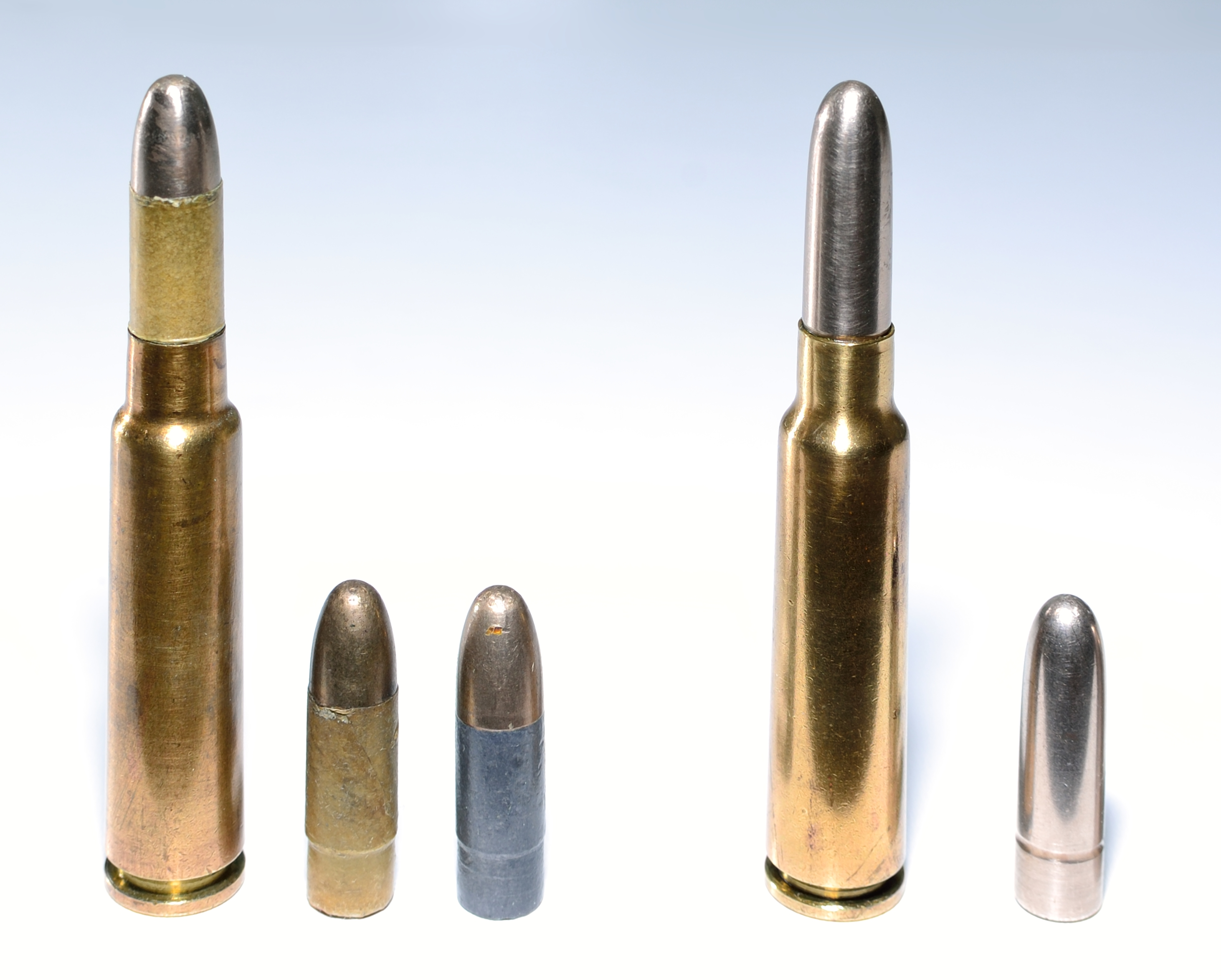
GP90 (слева) и GP90/23.
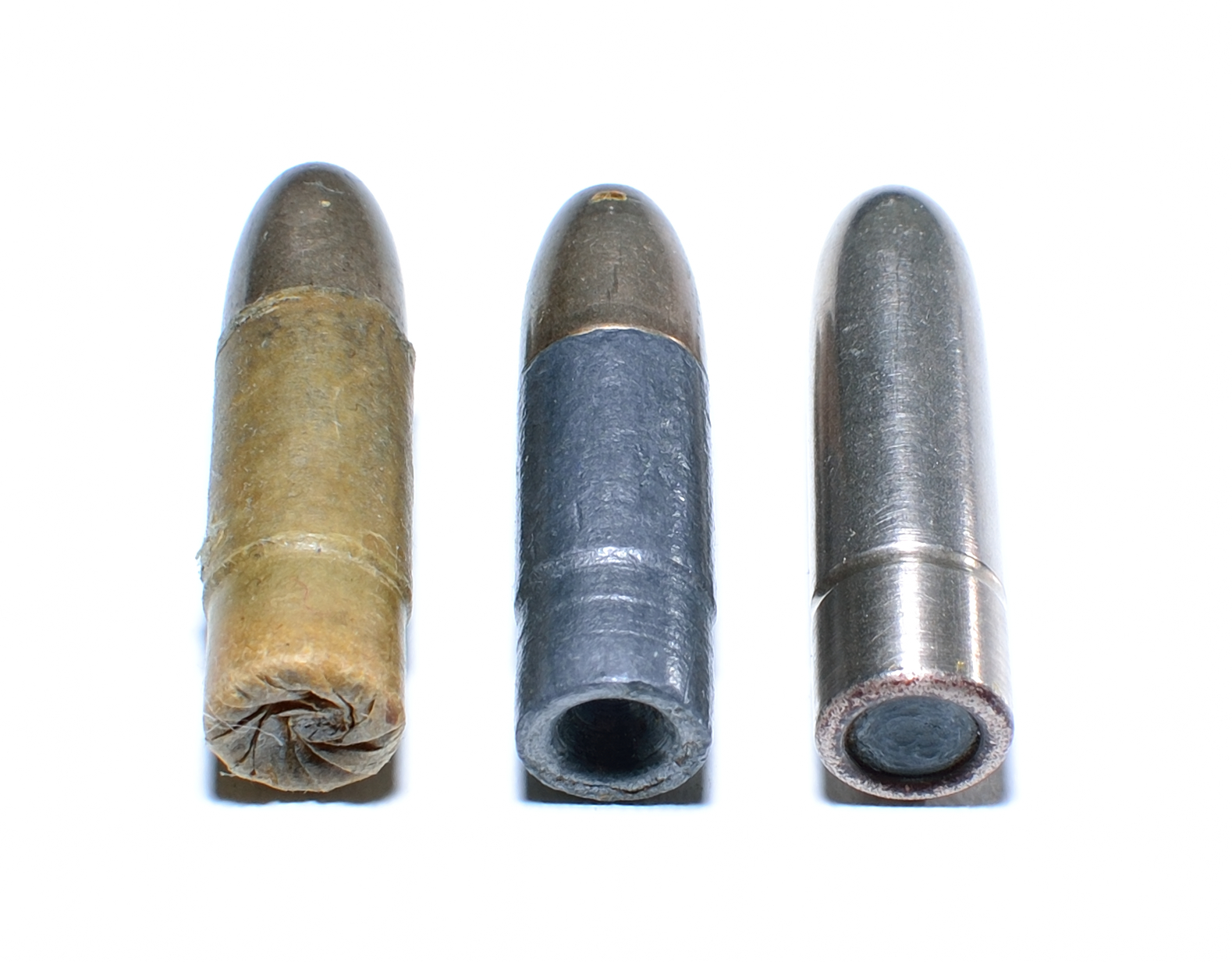
GP90 и GP90/23.
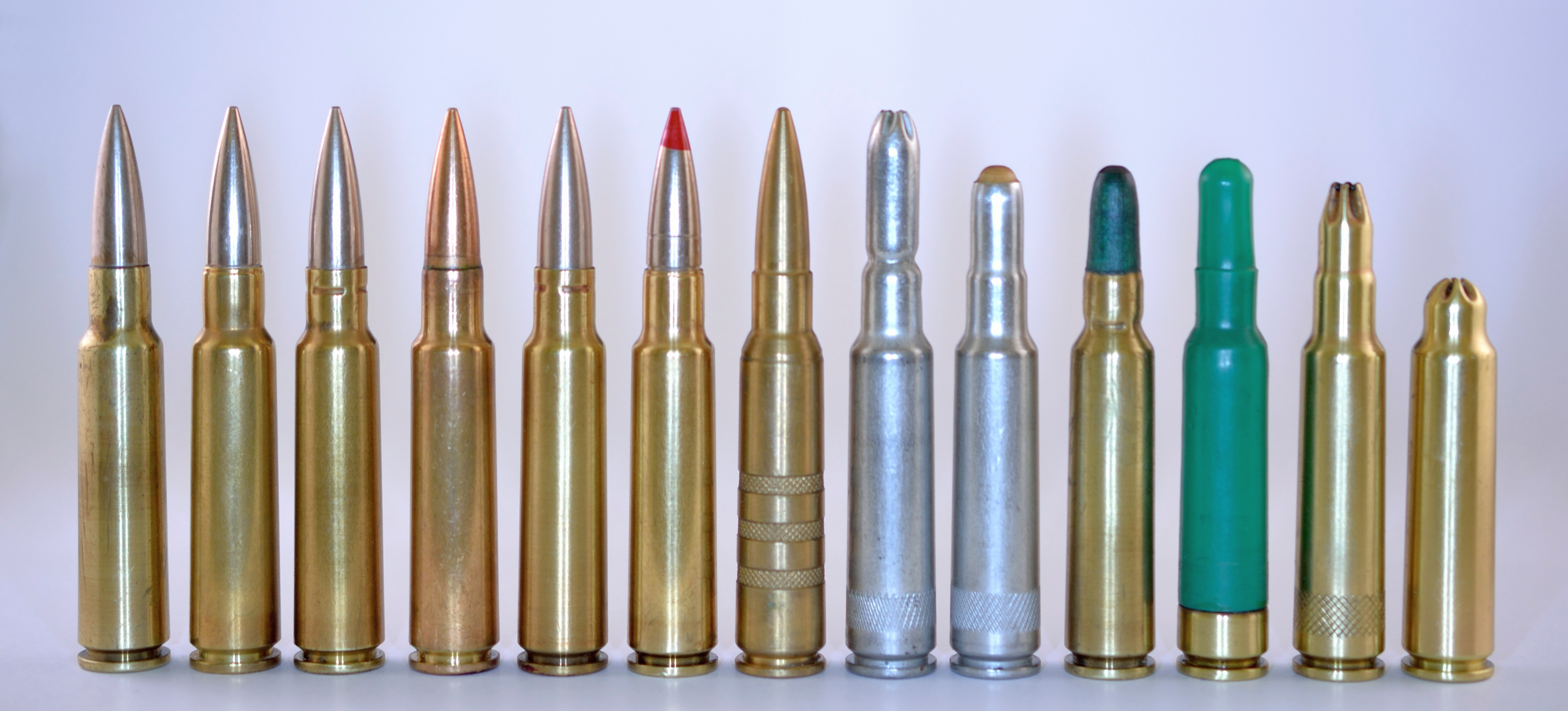
GP 11.
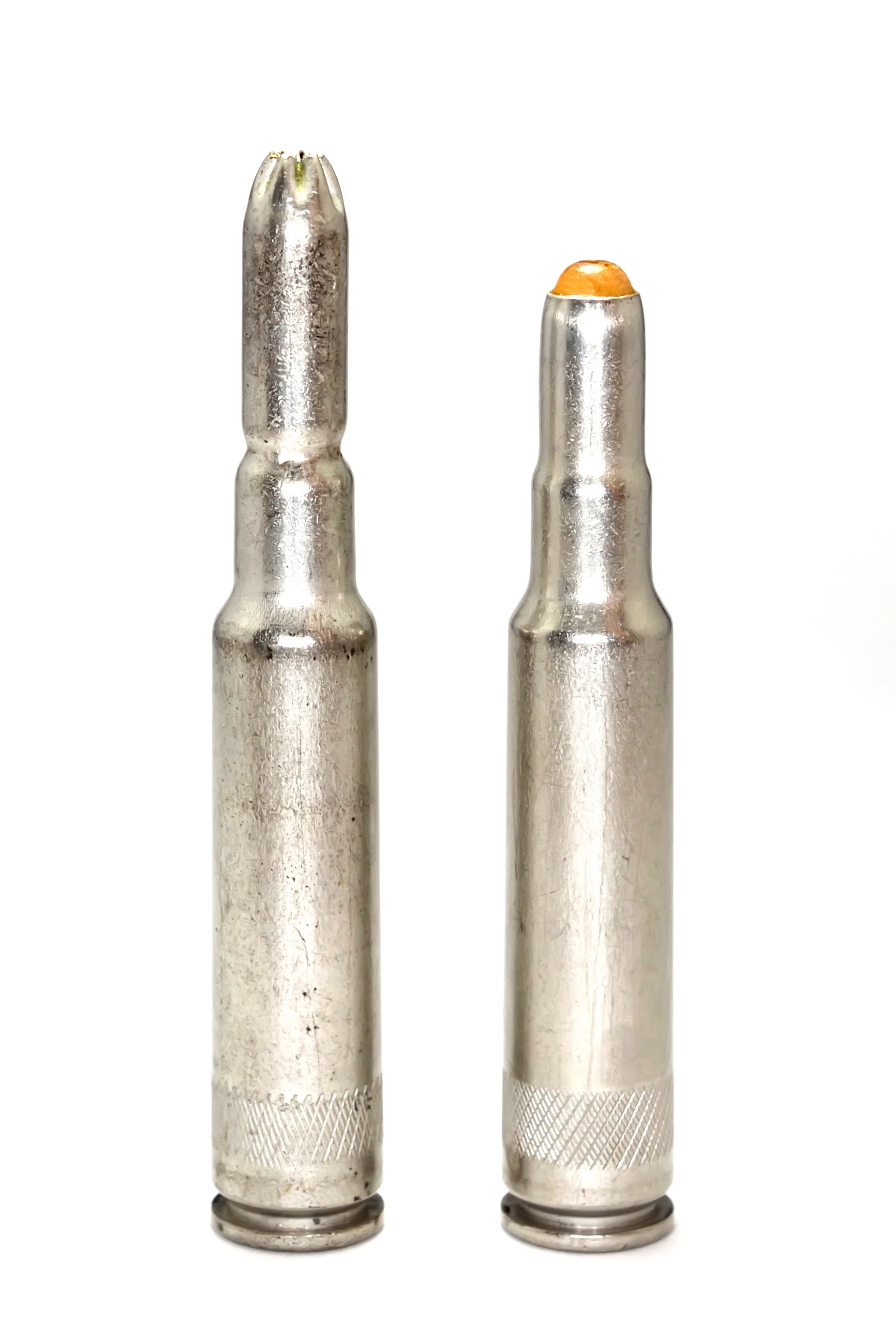
GP 11 холостий і з розривною кулею.
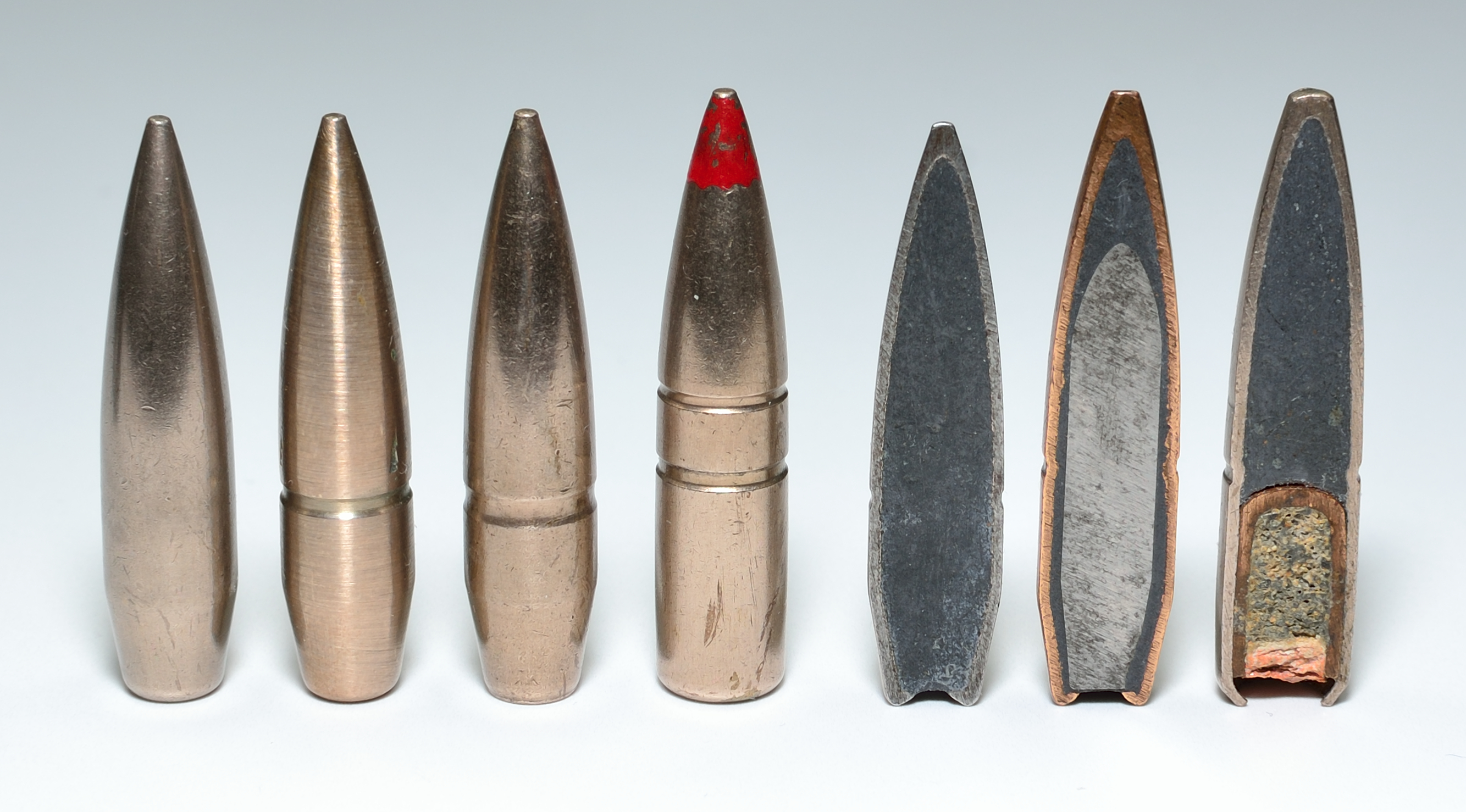
GP 11 у суцільнометалевій оболонці, бронебійний та трасуючий.